# Distrito electoral de Ruma (Illinois)
Ruma (en inglés: Ruma Precinct) es un distrito electoral ubicado en el condado de Randolph en el estado estadounidense de Illinois. En el Censo de 2010 tenía una población de 817 habitantes y una densidad poblacional de 13,77 personas por km².

## Geografía
Ruma se encuentra ubicado en las coordenadas 38°7′14″N 89°59′34″O / 38.12056, -89.99278. Según la Oficina del Censo de los Estados Unidos, Ruma tiene una superficie total de 59.35 km², de la cual 59.16 km² corresponden a tierra firme y (0.32%) 0.19 km² es agua.

## Demografía
Según el censo de 2010, había 817 personas residiendo en Ruma. La densidad de población era de 13,77 hab./km². De los 817 habitantes, Ruma estaba compuesto por el 96.82% blancos, el 0.73% eran afroamericanos, el 0.61% eran amerindios, el 0.37% eran asiáticos, el 0% eran isleños del Pacífico, el 0.12% eran de otras razas y el 1.35% pertenecían a dos o más razas. Del total de la población el 0.86% eran hispanos o latinos de cualquier raza.